# Turanoniscus anacanthotermitis
Turanoniscus anacanthotermitis is een pissebed uit de familie Turanoniscidae. De wetenschappelijke naam van de soort is voor het eerst geldig gepubliceerd in 1969 door Borutzkii.